# IScience
iScience est une revue scientifique néerlandaise publié par Cell Press en langue anglaise.

## Liens
- Sites officiels : www.cell.com/iscience/home et www.sciencedirect.com/journal/iscience
- Ressources relatives à la recherche :   - Directory of Open Access Journals
  - NLM Catalog
  - Scopus